# Петнист трихогастер
Петнистият трихогастер (Trichopodus trichopterus) е вид лъчеперка от семейство Osphronemidae.

## Разпространение
Видът е разпространен във Виетнам, Индонезия (Калимантан, Сулавеси, Суматра и Ява), Камбоджа, Китай (Юннан), Лаос, Малайзия (Западна Малайзия и Саравак), Мианмар, Сингапур и Тайланд. Внесен е във Филипини.